# Sant Jaume dels Tracs
Sant Jaume dels Tracs o Sant Jaume de Riner és una església del municipi de Riner (Solsonès) inclosa en l'Inventari del Patrimoni Arquitectònic de Catalunya.

## Descripció
Edifici d'una nau amb coberta a dos vessants. Està cobert amb volta de canó que arrenca d'una imposta aixamfranada. A llevant es troba l'absis semicircular, tancat per un retaule d'època barroca, i, al centre, s'obre una finestra de doble esqueixada amb llinda monolítica a l'exterior. Prop de l'absis, hi ha dos arcosolis dels quals, el de tramuntana s'obre a la sagristia que es va fer posteriorment. Al mur de ponent es va afegir un porxo i la torre d'un campanar.

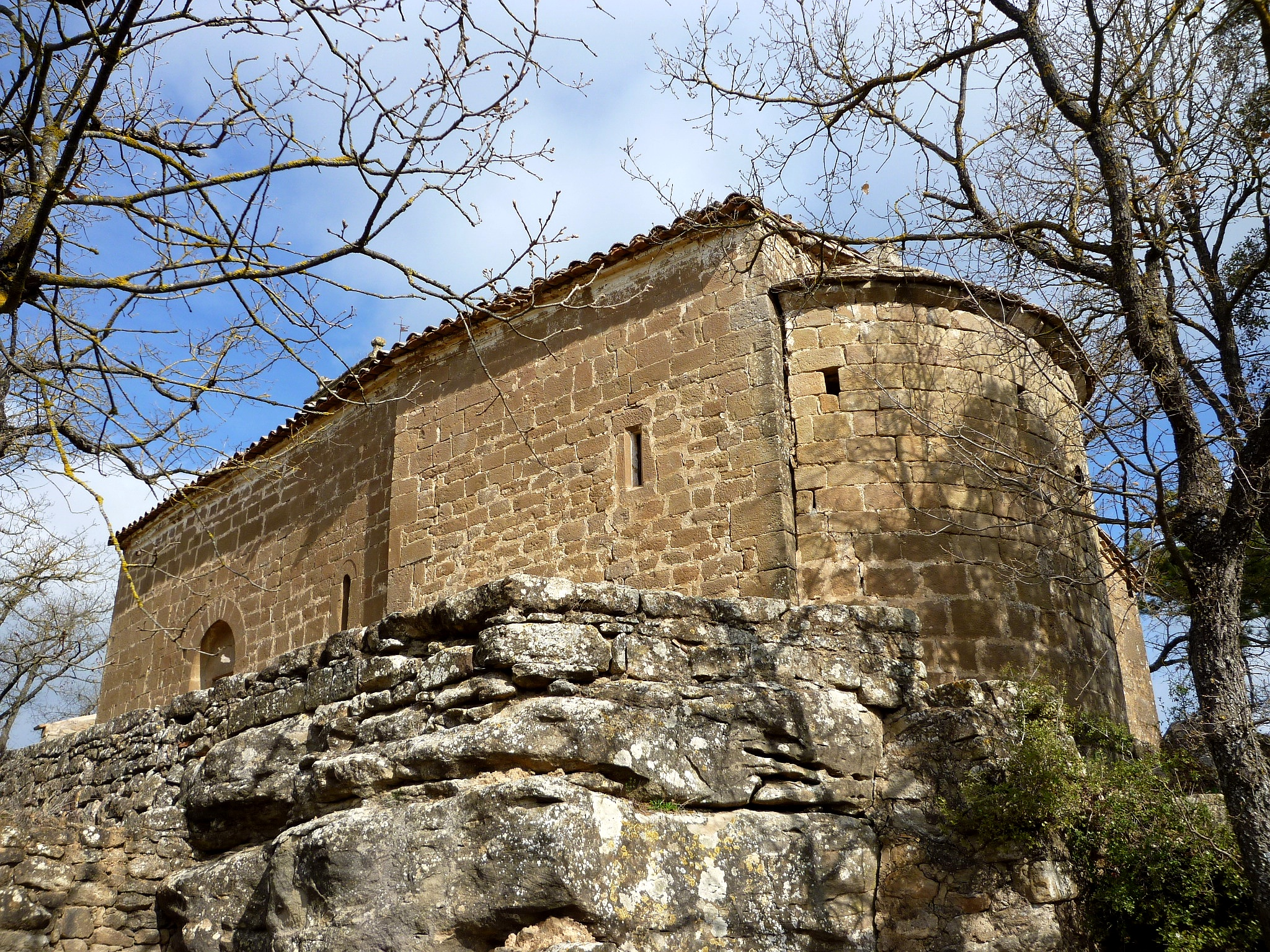
Absis

En la cornisa del mur meridional hi ha alguns elements esculpits, de caràcter popular. Destaca una figura humana en posició jacent, que posa la mà esquerra al pit i l'altre sota el ventre. També hi ha algun cap humà.

## Història
Aquesta església es troba dins de l'antic terme del castell de Riner i depengué de la canònica de Solsona. Encara que no hi és mencionada, aquesta capella estaria inclosa en la donació que l'any 1103 feu el senyor del castell de Riner a la Canònica de Santa Maria de Solsona de l'església de Sant Martí de Riner i totes les altres esglésies del terme, excepte Santa Susanna.